# Eduard Heinrich Henoch
Eduard Heinrich Henoch, född 16 juni 1820 i Berlin, död 26 augusti 1910 i Dresden, var en framstående tysk pediatriker.
Henoch blev docent 1850, extra ordinarie professor vid Berlins universitet 1858 och direktor för avdelningen för barnsjukdomar vid Charitésjukhuset 1872. Han lämnade sina befattningar 1893.